# Encarsia lopezi
Encarsia lopezi är en stekelart som beskrevs av Blanchard 1942. Encarsia lopezi ingår i släktet Encarsia och familjen växtlussteklar. Inga underarter finns listade i Catalogue of Life.